# Liste des îles du Brésil
Voici une liste des îles, atolls et archipels du Brésil :

## Par ordre alphabétique
- Haut – A
- B
- C
- D
- E
- F
- G
- H
- I
- J
- K
- L
- M
- N
- O
- P
- Q
- R
- S
- T
- U
- V
- W
- X
- Y
- Z

### A

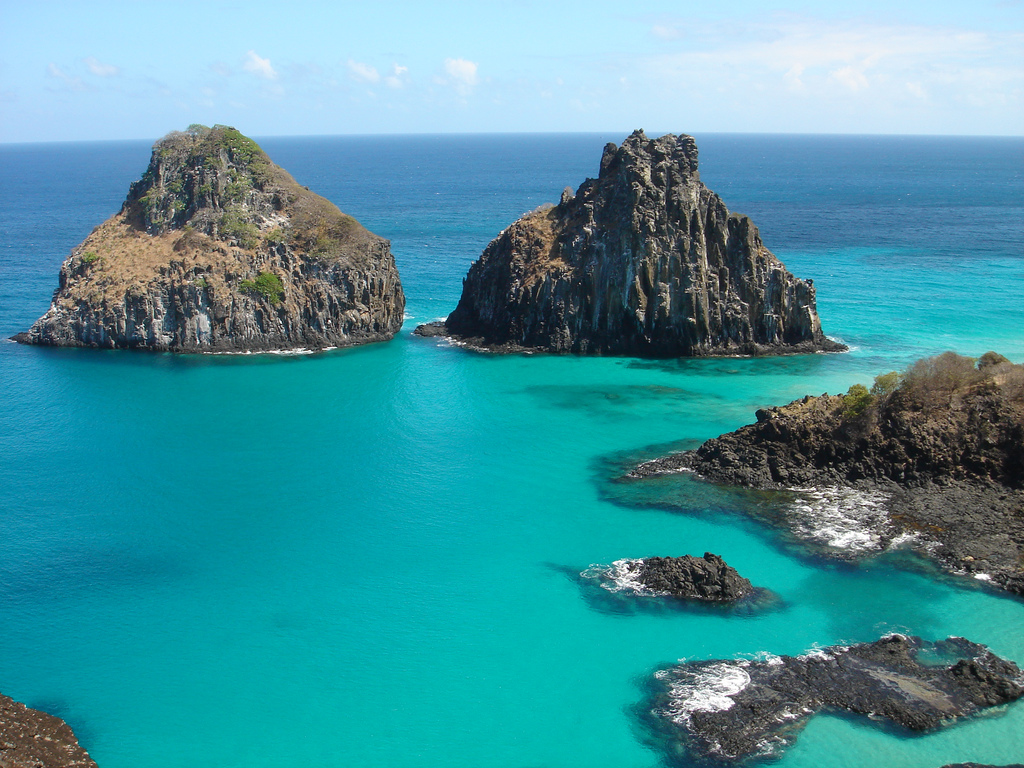
Fernando de Noronha

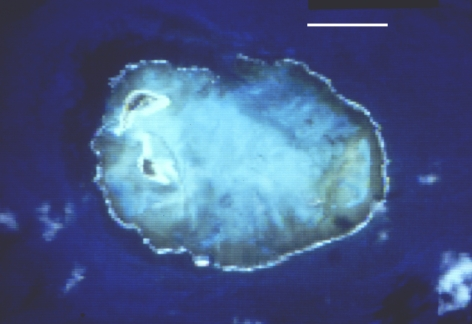
Atoll des Roches

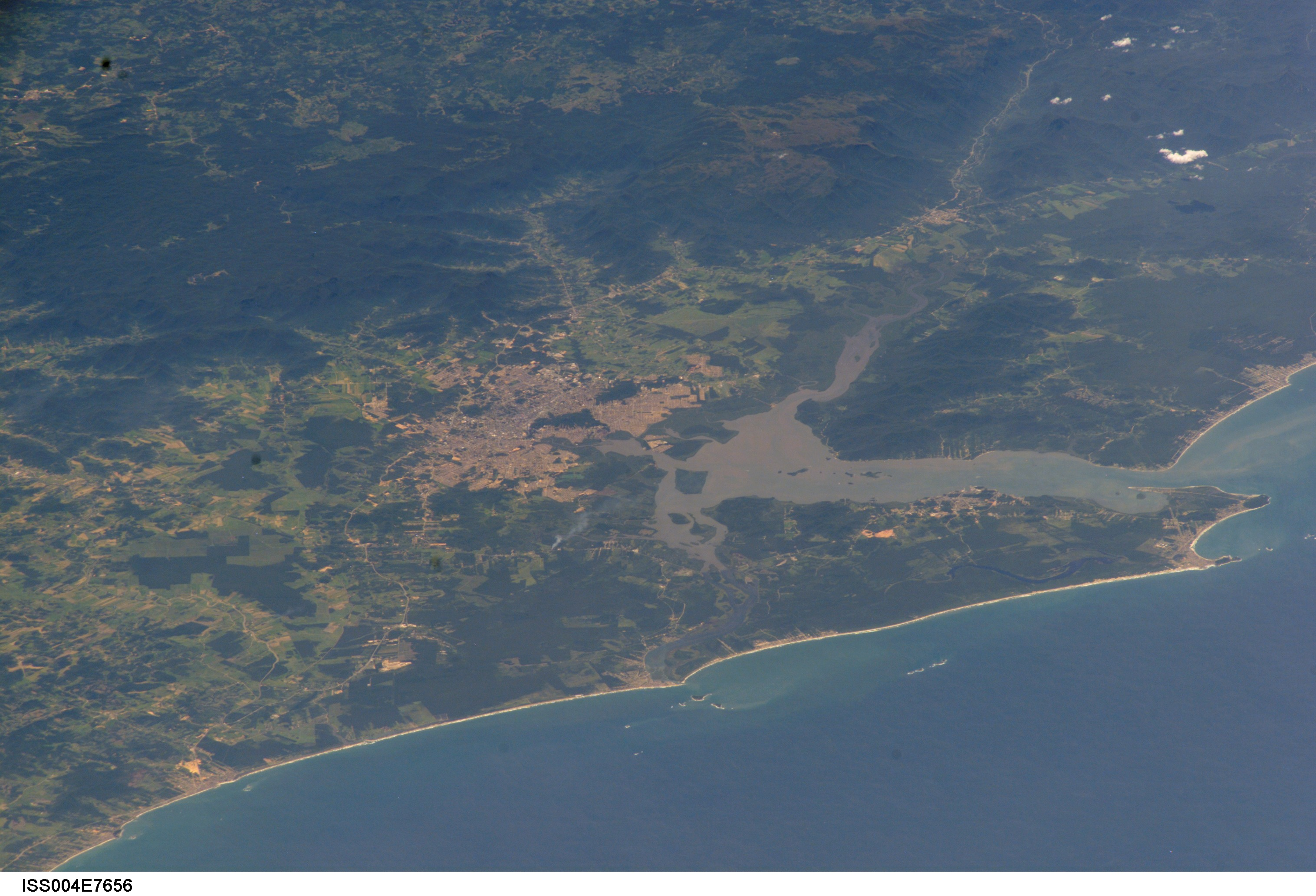
Île de São Francisco

- Abrolhos (archipel)
- Água 22° 48′ 46″ S, 43° 09′ 48″ O[1]
- Alvarenga
- Anhatomirim
- Arvoredo 27° 17′ 10″ S, 48° 21′ 49″ O[2]

### B
- Bananal 11° 20′ S, 50° 25′ O
- Boipeba
- Boqueirão 22° 46′ 25″ S, 43° 09′ 29″ O[3]
- Brocoió 22° 45′ 22″ S, 43° 07′ 04″ O[4]
- Botinas, également connu sous le nom de "Ilhas irmãs" ou "Ilhas Gêmeas"

### C
- Cagarras (archipel)
- Campeche
- Caviana
- Cobras
- Comandatuba

### F
- Fernando de Noronha (archipel) :
  - Fernando de Noronha 3° 51′ 15″ S, 32° 25′ 36″ O[5],[6]
  - Chapeau du sud-est
  - Chevelue
  - Conceição 3° 50′ 16″ S, 32° 24′ 55″ O
  - Frade
  - Lion
  - Milieu 3° 49′ 10″ S, 32° 23′ 35″ O[7]
  - Rase
  - Rat
  - Sao Jose
  - Sela Gineta
  - Viuva
- Fiscal
- Fort de São Marcelo
- Fundão (île artificielle) 20° 02′ 29″ S, 40° 10′ 41″ O[8]

### G
- Governador 22° 48′ S, 43° 14′ O
- Grande 23° 09′ S, 44° 14′ O
  - Jorge Grego
  - Guriri
  - Meros
  - Macacos
  - Palmas
  - Pau a Pino
- Grande de Gurupa

### I
- Ilhabela
- Itaguaçu
- Itamaracá
- Itaparica

### L
- Laranjeiras

### M
- Maiandeua
- Marajó 0° 47′ S, 49° 30′ O
- Medo 2° 31′ 25″ S, 44° 21′ 59″ O[9]
- Moleques do Sul (archipel)
- Ilha do Mel

### P
- Paquetá 22° 45′ 34″ S, 43° 06′ 33″ O[10]
- Paz 26° 10′ 40″ S, 48° 29′ 05″ O[11]

### Q
- Queimada Grande 24° 28′ 58″ S, 46° 40′ 40″ O[12]

### R
- Ratones Grande
- Ratones Pequeno
- Rocas (atoll) 3° 51′ S, 33° 49′ O[13]
- Restinga

### S
- Santa Barbara
- Saint-Pierre et Saint-Paul (rochers) 0° 55′ 08″ N, 29° 20′ 35″ O[14]
- Santa Catarina 27° 34′ S, 48° 29′ O [15]
- São Francisco 26° 18′ S, 48° 35′ O[16]
- São Luís
- São Sebastião 23° 49′ 50″ S, 45° 22′ 10″ O[17]

### T
- Trindade et Martin Vaz (archipel) 
  - Trindade, la plus grande des îles et la plus occidentale. 20° 30′ 18″ S, 29° 19′ 50″ O[18]
  - Martim Vaz (groupe d'îles) :
    - Île du Nord, 300 mètres au NNW de l'île de Racha 20° 28′ 10″ S, 28° 51′ 20″ O
    - Île de Racha (Île Martim Vaz) 20° 28′ 30″ S, 28° 51′ 05″ O
    - Ilot de Angulha, un rocher plat et circulaire, 200 mètres au nord-ouest de l'île de Racha 20° 28′ 20″ S, 28° 51′ 20″ O
    - Île du Sud, 1.600 mètres au sud de l'île de Racha, un pic rocheux et le point le plus oriental du Brésil 20° 29′ 50″ S, 28° 51′ 00″ O
- Tupinambarana
- Três Irmãs (archipel)
- Trindade et Martin Vaz (archipel)

### V
- Villegaignon 22° 54′ 50″ S, 43° 09′ 35″ O[19]

### X
- Xavier